# Sean Steur
Sean Steur (* 11. Januar 2008 in Purmerend) ist ein niederländischer Fußballspieler.
Er spielt bei Ajax Amsterdam und ist ein Mittelfeldspieler. Zudem ist Steur ein Nachwuchsnationalspieler der Niederlande.

## Karriere

### Verein
Steur spielte anfänglich bei RKAV Volendam. Von dort zog es ihn in die Akademie von Ajax Amsterdam. Am 10. Mai 2024 gab Janse bei der 1:4-Niederlage im Zweitligaspiel beim Jong AZ sein Debüt für die zweite Mannschaft „Jong Ajax“. Seine erste Partie in der Eredivisie bestritt er am 16. Februar 2025 gegen Heracles Almelo.

### Nationalmannschaft
Steur ist niederländischer Nachwuchsnationalspieler und als solcher kam er bisher für die Altersklassen U16 und  U17 zum Einsatz.